# Пелиш Василь Петрович
Васи́ль Петро́вич Пе́лиш (10 лютого 1995, Старий Самбір, Львівська область — 18 вересня 2022, Дніпро, Україна) — солдат Збройних сил України, учасник російсько-української війни.

## Життєпис
Навчався у Львівському аграрному університеті. Учасник Революції гідності. З червня 2014-го — солдат, 24-й батальйон територіальної оборони «Айдар».
Воював на Луганщині. У бою під Новосвітлівкою побратим Василя дістав важке поранення в живіт, Василь з айдарівцями віз його УАЗом до лікарні в Хрящуватому. Поспішаючи, не взяв бронежилета. Дорогою на трасі в районі Новосвітлівка — Хрящувате терористи влучили у авто із танка, Василь знепритомнів, зазнав поранення в ногу, було перебито барабанну перетинку. Усі хто був в УАЗі, окрім Василя: сержант Іван Лучинський та солдати Василь Білітюк, Борис Шевчук і Сергій Кононко, від вибуху загинули. УАЗ горів, Василь доповз до людей, які виявилися російськими терористами.
Терористи роздягли та помітили татуювання «Слава Україні», через що росіяни відрубали Василеві руку сокирою. Тримали в луганській лікарні та піддавали психологічним тортурам.
Провів місяць у полоні, після звільнення розповів про бій. Лікувався у львівському госпіталі. Влаштувався працювати обліковцем у Старосамбірській раді. З допомогою канадсько-української програми отримав протез руки, спеціалісти зробили Василю несподіванку — на плечі протеза набитий Тризуб. Займався волонтерською діяльністю.
17 вересня 2022 року, під час повномасштабного вторгнення росіян до України, Василь брав участь у захисті України, зазнав важкого поранення біля Костянтинівки Донецької області. Наступного дня травмований помер у лікарні Дніпра.

## Нагороди
- орден «За мужність» III ступеня — за особисту мужність і героїзм, виявлені у захисті державного суверенітету та територіальної цілісності України, вірність військовій присязі під час російсько-української війни.